# Ruche (motorfiets)
Ruche is een historisch merk van motorfietsen.
Dit was een Frans bedrijf dat van 1952 tot 1954 123- en 173 cc tweetakten maakte.